# Äijäjärvi (Hietaniemi socken, Norrbotten)
Äijäjärvi är en sjö i Övertorneå kommun i Norrbotten och ingår i Torneälvens huvudavrinningsområde. Sjön har en area på 0,116 kvadratkilometer och ligger 172 meter över havet. Sjön avvattnas av vattendraget Äijäoja.

## Delavrinningsområde
Äijäjärvi ingår i det delavrinningsområde (738089-183563) som SMHI kallar för Mynnar i Matkaoja. Medelhöjden är 198 meter över havet och ytan är 4,61 kvadratkilometer. Det finns inga avrinningsområden uppströms utan avrinningsområdet är högsta punkten. Äijäoja som avvattnar avrinningsområdet har biflödesordning 4, vilket innebär att vattnet flödar genom totalt 4 vattendrag innan det når havet efter 85 kilometer. Avrinningsområdet består mestadels av skog (74 procent). Avrinningsområdet har 0,12 kvadratkilometer vattenytor vilket ger det en sjöprocent på 2,6 procent.